# Caladenia attenuata
Caladenia attenuata är en orkidéart som först beskrevs av Brinsley, och fick sitt nu gällande namn av David Lloyd Jones. Caladenia attenuata ingår i släktet Caladenia och familjen orkidéer. Inga underarter finns listade i Catalogue of Life.